# Sorbus poteriifolia
Sorbus poteriifolia är en rosväxtart som beskrevs av Hand.-mazz., Anz. Kaiserl. Akad. Wiss. Wien, Math.-naturwiss. Kl. 6 2. Sorbus poteriifolia ingår i släktet oxlar, och familjen rosväxter. Inga underarter finns listade i Catalogue of Life.